# Cleo Nordi
Cléo Nordi, née à Kronstadt, dans l'Empire russe, le 28 janvier 1898 et morte à Londres le 30 mars 1983, est une danseuse des Ballets russes, soliste et pédagogue, d'origine finlandaise et russe. Elle apparaît dans trois films.

## Biographie
Élève à Saint-Pétersbourg de Nicolas Legat, Lioubov Iegorova, Olga Preobrajenska et de Vera Trefilova, elle continue sa formation à Helsingfors auprès de Georges Gé. Le 13 décembre 1924, elle débute à Paris au Théâtre Femina (Paris). L'année suivante elle est membre de l'Opera de Paris. En 1926, elle devient soliste dans la compagnie d'Anna Pavlova qui la considère comme son assistante et qu'elle accompagnera jusqu'à sa mort en 1931. 
Elle voyage en Australie et en Asie. En Inde, elle apprend la pratique du Kundalini yoga,.
Établie à Londres, elle se consacre à l'enseignement de la danse dès les années 1930. En 1937, elle s'engage dans un projet de cinéma, Café Colette (1937), puis dans Quartier latin (1945) et en tant que choréographe dans la production de Caravan (1946). Parmi ses centaines d'élèves se distinguent Rukmini Devi Arundale, Tamara Tchinarova Finch, Roger Tully, Margaretha von Bahr et Pina Bausch. 
Cleo Nordi s'éteint à Fulham, un quartier de Londres, en 1983, âgée de 85 ans.